# Сан Марко Еванджелиста
Сан Ма̀рко Еванджелѝста (на италиански: San Marco Evangelista) е градче и община в Южна Италия, провинция Казерта, регион Кампания. Разположено е на 46 m надморска височина. Населението на общината е 6483 души (към 2010 г.).